# Aporodoris millegrana
Aporodoris millegrana is een slakkensoort uit de familie van de Discodorididae. De wetenschappelijke naam van de soort is voor het eerst geldig gepubliceerd in 1854 door Alder & Hancock.